# Vodní nádrž Bednárec
Vodní nádrž Bednárec je hypotetická přehradní nádrž v Jihočeském kraji, jejíž lokalita patří mezi území chráněná pro akumulaci povrchových vod. Nacházela by se na řece Žirovnici mezi Hostějevsí a Pejdlovou Rosičkou, kterou by částečně zatopila. Zasahovala by až téměř ke Kamennému Malíkovu. Hráz by stála u bezejmenného přítoku z lokality U Svaté Anny, nedaleko PP Lipina. Hlavním úkolem VN by bylo nadlepšování průtoků a protipovodňová ochrana na Žirovnici a Nežárce.